# Åsgards fall
Åsgards fall (în românește Căderea Asgard-ului) este cel de-al treilea EP al formației Helheim. Este primul album cu Noralf Venås.
Acest album a fost inspirat în mod direct de către Bathory, iar melodiile "Åsgards fall I" și "Åsgards fall II" sunt dedicate lui Quorthon, fondatorul și singurul membru permanent al formației. Pe acest album producția este îmbunătățită, dar formația păstrează agresivitatea caracteristică black metal-ului.

## Lista pieselor
1. "Åsgards fall I" (Căderea Asgard-ului I) - 09:28
2. "Åsgards fall (mellomspill)" (Căderea Asgard-ului (interludiu)) - 02:09
3. "Åsgards fall II" (Căderea Asgard-ului II) - 12:02
4. "Helheim 7" - 01:04
5. "Dualitet og ulver" (Dualitate și lupi) - 04:35
6. "Jernskogen (nyinnspilt)" (Pădurea de fier (reînregistrare)) - 04:13

## Personal
- V'gandr - vocal, chitară bas
- H'grimnir - vocal, chitară ritmică
- Hrymr - baterie
- Noralf - chitară
- Hoest - vocal (piesa 5) (sesiune)